# Елк Сити (Канзас)
Елк Сити (енгл. Elk City) град је у америчкој савезној држави Канзас.

## Демографија
По попису из 2010. године број становника је 325, што је 20 (6,6%) становника више него 2000. године.
| Група             | 2000.       | 2010.       |
| Белци             | 287 (94,1%) | 303 (93,2%) |
| Афроамериканци    | 0 (0,0%)    | 2 (0,6%)    |
| Азијати           | 0 (0,0%)    | 0 (0,0%)    |
| Хиспаноамериканци | 7 (2,3%)    | 3 (0,9%)    |
| Укупно            | 305         | 325         |